# 마시모 고비
마시모 고비(이탈리아어: Massimo Gobbi, 1980년 10월 31일 ~ )는 이탈리아 전 축구 선수로서 현역 시절 포지션은 수비수였다.